# Chargé
Chargé és un municipi francès, situat al departament de l'Indre i Loira i a la regió de Centre – Vall del Loira. L'any 2007 tenia 1.053 habitants.

## Demografia

### Població
El 2007 la població de fet de Chargé era de 1.053 persones. Hi havia 419 famílies, de les quals 89 eren unipersonals (52 homes vivint sols i 37 dones vivint soles), 160 parelles sense fills, 163 parelles amb fills i 7 famílies monoparentals amb fills.
La població ha evolucionat segons el següent gràfic:
Habitants censats

### Habitatges
El 2007 hi havia 474 habitatges, 419 eren l'habitatge principal de la família, 12 eren segones residències i 42 estaven desocupats. 470 eren cases i 3 eren apartaments. Dels 419 habitatges principals, 366 estaven ocupats pels seus propietaris, 48 estaven llogats i ocupats pels llogaters i 5 estaven cedits a títol gratuït; 2 tenien una cambra, 19 en tenien dues, 59 en tenien tres, 131 en tenien quatre i 208 en tenien cinc o més. 359 habitatges disposaven pel capbaix d'una plaça de pàrquing. A 153 habitatges hi havia un automòbil i a 237 n'hi havia dos o més.

### Piràmide de població
La piràmide de població per edats i sexe el 2009 era:
| Homes | Edats   | Dones |
| ----- | ------- | ----- |
| 0     | 95 o +  | 0     |
| 0     | 90 a 94 | 0     |
| 0     | 85 a 89 | 12    |
| 4     | 80 a 84 | 4     |
| 20    | 75 a 79 | 16    |
| 24    | 70 a 74 | 28    |
| 24    | 65 a 69 | 16    |
| 24    | 60 a 64 | 28    |
| 28    | 55 a 59 | 28    |
| 28    | 50 a 54 | 44    |
| 52    | 45 a 49 | 32    |
| 36    | 40 a 44 | 32    |
| 56    | 35 a 39 | 44    |
| 20    | 30 a 34 | 32    |
| 32    | 25 a 29 | 20    |
| 20    | 20 a 24 | 12    |
| 40    | 15 a 19 | 40    |
| 52    | 10 a 14 | 40    |
| 28    | 5 a 9   | 20    |
| 32    | 0 a 4   | 20    |

## Economia
El 2007 la població en edat de treballar era de 663 persones, 503 eren actives i 160 eren inactives. De les 503 persones actives 481 estaven ocupades (255 homes i 226 dones) i 22 estaven aturades (10 homes i 12 dones). De les 160 persones inactives 89 estaven jubilades, 47 estaven estudiant i 24 estaven classificades com a «altres inactius».

### Ingressos
El 2009 a Chargé hi havia 446 unitats fiscals que integraven 1.144,5 persones, la mediana anual d'ingressos fiscals per persona era de 20.079 €.

### Activitats econòmiques
Dels 53 establiments que hi havia el 2007, 1 era d'una empresa alimentària, 1 d'una empresa de fabricació de material elèctric, 3 d'empreses de fabricació d'altres productes industrials, 19 d'empreses de construcció, 9 d'empreses de comerç i reparació d'automòbils, 2 d'empreses de transport, 4 d'empreses d'hostatgeria i restauració, 2 d'empreses d'informació i comunicació, 2 d'empreses financeres, 1 d'una empresa immobiliària, 7 d'empreses de serveis i 2 d'empreses classificades com a «altres activitats de serveis».
Dels 17 establiments de servei als particulars que hi havia el 2009, 1 era un taller de reparació d'automòbils i de material agrícola, 4 paletes, 2 guixaires pintors, 5 fusteries, 3 lampisteries, 1 electricista i 1 perruqueria.
L'any 2000 a Chargé hi havia 14 explotacions agrícoles que ocupaven un total de 819 hectàrees.

## Equipaments sanitaris i escolars
El 2009 hi havia 2 escoles elementals.

## Poblacions properes
El següent diagrama mostra les poblacions més properes.